# سم مارتین (خواننده)
سم مارتین (به انگلیسی: Sam Martin) (زاده ۷ فوریهٔ ۱۹۸۳) خواننده آمریکایی است.